# Musée Jeanne-d'Albret
Le musée Jeanne-d'Albret est un musée consacré à l'histoire du protestantisme béarnais situé à Orthez, il est installé dans les murs d'une ancienne demeure de la mère d'Henri IV, Jeanne d'Albret, datant du XVIe siècle.
Elle a en effet appartenu à la reine Jeanne comme l’attestent les lettres patentes du 30 novembre 1555, enregistrées le 5 mai 1556. Elles indiquent que le bâtiment fut offert à Jeanne d’Albret en 1555 par Arnaud de Gachissans, seigneur de Salles et maître d’hôtel de Henri II d’Albret, le père de Jeanne, en échange de lettres de noblesse. La souveraine désirait en faire sa demeure lors de ses passages à Orthez.

## Le bâtiment

### Historique
La maison dite de Jeanne d'Albret a été construite aux  XVe siècle et XVIe siècle. Elle se distingue par son remarquable escalier à vis inscrit dans une tourelle octogonale reliant les deux corps de bâtiment qui constituent la maison. Le mur de soutènement du jardin est un des vestiges des remparts de la ville. Les façades donnant sur la rue ont été agrandies XVIe siècle mais, côté jardin, on peut observer différents types d'ouvertures qui permettent de repérer les étapes successives de la construction.
La maison a vraiment appartenu à Jeanne d'Albret. Elle la reçut en cadeau en 1555 d'un seigneur local et maître d'hôtel de Henri II d'Albret, le père de Jeanne, en échange de lettres de noblesse. Jeanne prévoyait d'y demeurer lors de ses visites sur place.

### Classement
La maison a été inscrite à l'inventaire supplémentaire des monuments historiques par arrêté du 16 mai 1929. Les façades et toitures des bâtiments Nord et Est, le pigeonnier ainsi que l'escalier à vis de la tourelle octogonale ont été classés par arrêté du 30 octobre 1974. Des restaurations importantes ont eu lieu dans les années 1980 après le rachat du bâtiment par la ville d'Orthez.

## Le musée

### Collections
Le musée Jeanne d'Albret retrace par ses collections d'objets, de portraits et de documents, l'histoire du protestantisme en Béarn depuis le XVIe siècle. La particularité historique béarnaise est la conversion au protestantisme de sa souveraine Jeanne d'Albret, qui gouverne ce petit État en calviniste convaincue. Dès lors, l’histoire du Béarn reste intimement liée à celle du protestantisme. Le musée passe donc en revue toutes les phases historiques : guerres de religion, guerres de Rohan, persécutions et clandestinité, mais aussi le développement du protestantisme aux XIXe siècle et XXe siècle, missions, laïcité, et les personnalités de cette époque qui ont un  lien avec le Béarn : Élisée Reclus, Félix Pécaut, Eugène Casalis, Albert Cadier ou le prédicateur espagnol Manuel Matamoros, persécuté et emprisonné par ses compatriotes espagnols.

### Soutiens
Le musée présente le fonds documentaire réuni depuis 1987 par le centre d'étude du protestantisme béarnais, qui est une association loi 1901. L'ensemble de ces objets et documents se trouvaient aux archives départementales des Pyrénées-Atlantiques. Afin d'en faire profiter le public, une nouvelle association a été créée en 1991, qui a permis de réaliser ce projet de musée associatif, inauguré le 1er juillet 1995 avec le soutien de la ville, propriétaire du bâtiment.